# Niedersachsen
Niedersachsen hay Hạ Sachsen (tiếng Anh: Lower Saxony) là một bang nằm trong vùng tây-bắc của nước Cộng hòa Liên bang Đức. Đây là bang có diện tích lớn thứ hai (sau bang Bayern) và có số dân nhiều thứ tư nước Đức. Thủ phủ của bang là thành phố Hannover. Trong tiếng Đức, người dân của bang Niedersachsen cũng được gọi là Niedersachsen.

## Địa lý

### Vị trí địa lý
Niedersachsen ở phía Bắc có ranh giới tự nhiên với Biển Bắc cũng như trung và hạ lưu của sông Elbe, ngoại trừ vùng Amt Neuhaus ở phía Đông Bắc sông Elbe. Do Thành phố Bremen nằm lọt trong bang Niedersachsen nên vùng đô thị Bremen/Oldenburg được thành lập để giảm thiểu những bất lợi do vị trí này của Bremen. Về phía Đông Nam, ranh giới bang chạy qua dãy núi Harz. Vùng Đông Bắc và Tây của bang, chiếm khoảng 3/4 diện tích bang, nằm trong vùng đồng bằng Bắc Đức, trong khi phía Nam là vùng cao nguyên. Trong vùng Đông Bắc Niedersachsen là Lüneburger Heide. Đây là vùng đất cằn thiếu dinh dưỡng, trong khi ở phía đông và đông nam của bang có đất tốt và giàu dinh dưỡng, thích hợp cho phát triển nông nghiệp.
Núi cao nhất của Niedersachsen là Wurmberg thuộc dãy Harz với độ cao 971 m. Nơi trũng nhất (khoảng 2,5 m dưới mực nước biển) năm gần Freepsum ở Ostfriesland.
Các trung tâm cư trú, cơ sở hạ tầng, kinh tế của Niedersachsen nằm ở Vùng Hannover - Celle - Braunschweig - Wolfsburg - Hildesheim - Salzgitter. Cùng với Göttingen, các thành phố này là những hạt nhân của vùng đô thị Hannover-Braunschweig-Göttingen-Wolfsburg.

### Các bang tiếp giáp
Niedersachsen là bang giáp với nhiều bang khác nhất nước Đức. Các bang tiếp giáp gồm Bremen, Hamburg, Schleswig-Holstein, Mecklenburg-Vorpommern, Brandenburg, Sachsen-Anhalt, Thüringen, Hessen và Nordrhein-Westfalen.
Ngoài ra Niedersachsen còn tiếp giáp với 3 tỉnh của Hà Lan là Overijssel, Drenthe và Groningen.

### Các vùng miền
Sự phân biệt vùng miền ở Niedersachsen rất rõ ràng, cả về địa lý lẫn lịch sử, văn hóa. Đặc biệt ở những vùng có quyền tự chủ trước đây như Braunschweig, Hannover, Oldenburg và Schaumburg-Lippe, người ta có thể nhận thấy rõ tính cục bộ địa phương. Ở những vùng giáp với Bremen hay Hamburg lại hướng về những thành phố này hơn.

#### Danh sách các vùng miền
Một số vùng có thể chồng lên nhau hoặc phân chia không rõ ràng, một số vùng có thể thuộc một vùng khác lớn hơn được liệt kê trong danh sách.
- Elbe-Weser-Dreieck
  - Altes Land
  - Cuxland
    - Land Hadeln
    - Land Wursten

  - Kehdingen
  - Stader Geest
    - Achim-Verdener Geest
      - Lintelner Geest

Các huyện ('Landkreise'), thành phố và Vùng Hannover

    - Teufelsmoor (Hamme-Oste-Niederung)
    - Wesermünder Geest
    - Wümmeniederung
    - Zevener Geest
- Emsland
  - Hümmling
- Grafschaft Bentheim
- Lüneburger Heide
  - Heidmark
  - Nordheide
  - Südheide
- Mittelweserregion
- Oldenburger Land
  - Ammerland
  - Oldenburgisches Friesland
  - Oldenburger Münsterland
  - Wesermarsch
- Osnabrücker Land
  - Artland
  - Bramgau
  - Grönegau
- Ostfriesland
- Südniedersachsen
  - Braunschweiger Land
  - Calenberger Land
  - Eichsfeld
  - Harz
  - Hildesheimer Börde
  - Leinebergland
  - Ostfalen
  - Schaumburger Land
  - Weserbergland
    - Solling
- Viehbruch
- Wendland

### Thủy văn
Tất cả các con sông ở Niedersachsen đều chảy trực tiếp hoặc gián tiếp ra Biển Bắc. Người ta phân chia ra ba lưu vực sông chính của bang là Ems, Weser, Elbe. Ngoài ra còn bốn con sông khác không thuộc ba lưu vực trên.
Niedersachsen có rất nhiều hồ nước tự nhiên với độ sâu trung bình. Hồ lớn nhất là Steinhuder Meer với diện tích 29,1 km², tiếp đến là Dümmer (13,5 km²) và Zwischenahner Meer (5,5 km²).

### Phân bố đất đai
Khoảng 82% diện tích của bang Niedersachsen là đất rừng và đất nông nghiệp. Các quỹ đất trống, đất xây dựng, đất giao thông chiếm khoảng 12%. Bảng sau thể hiện sự phân bố đất đai tổng thể:
| Phân bố đất đai năm 2010 | Diện tích (km²) | Phần trăm |
| ------------------------ | --------------- | --------- |
| Tổng diện tích           | 47.613          | 100,0     |
| Đất nông nghiệp          | 28.594          | 60,2      |
| Đất rừng                 | 10.339          | 21,6      |
| Đất xây dựng / Đất trống | 3.475           | 7,3       |
| Đất giao thông           | 2429            | 5,1       |
| Bề mặt nước              | 1.108           | 2,3       |
| Đất thư giãn, nghỉ ngơi  | 436             | 0,9       |
| Đất công nghiệp          | 323             | 0,7       |
| Mục đích sử dụng khác    | 909             | 1,9       |

### Khí hậu
Niedersachsen nằm trong vành đai ôn đới khu vực Trung Âu, chịu ảnh hưởng của gió Tây Ôn đới và nằm trong vùng chuyển giao giữa khí hậu đại dương ở Tây Âu và khí hậu lục địa của Đông Âu. Sự chuyển giao khí hậu này thể hiện rất rõ ràng. Vùng Tây Bắc có khí hậu ảnh hưởng bởi Đại Tây Dương với biên độ dao động nhiệt độ trong năm thấp và có lượng mưa lớn. Khí hậu đến vùng Đông Nam dần mang rõ nét ảnh hưởng của khí hậu lục địa với sự khác biệt nhiệt độ rất lớn giữa mùa hè và mùa đông cũng như lượng mưa ít và phân bố không đều trong năm.
Nơi có lượng mưa lớn nhất là vùng núi Harz do sườn núi thuộc Niedersachsen là sườn đón gió. Nhiệt độ trung bình năm của bang là khoảng 8 °C.

## Lịch sử

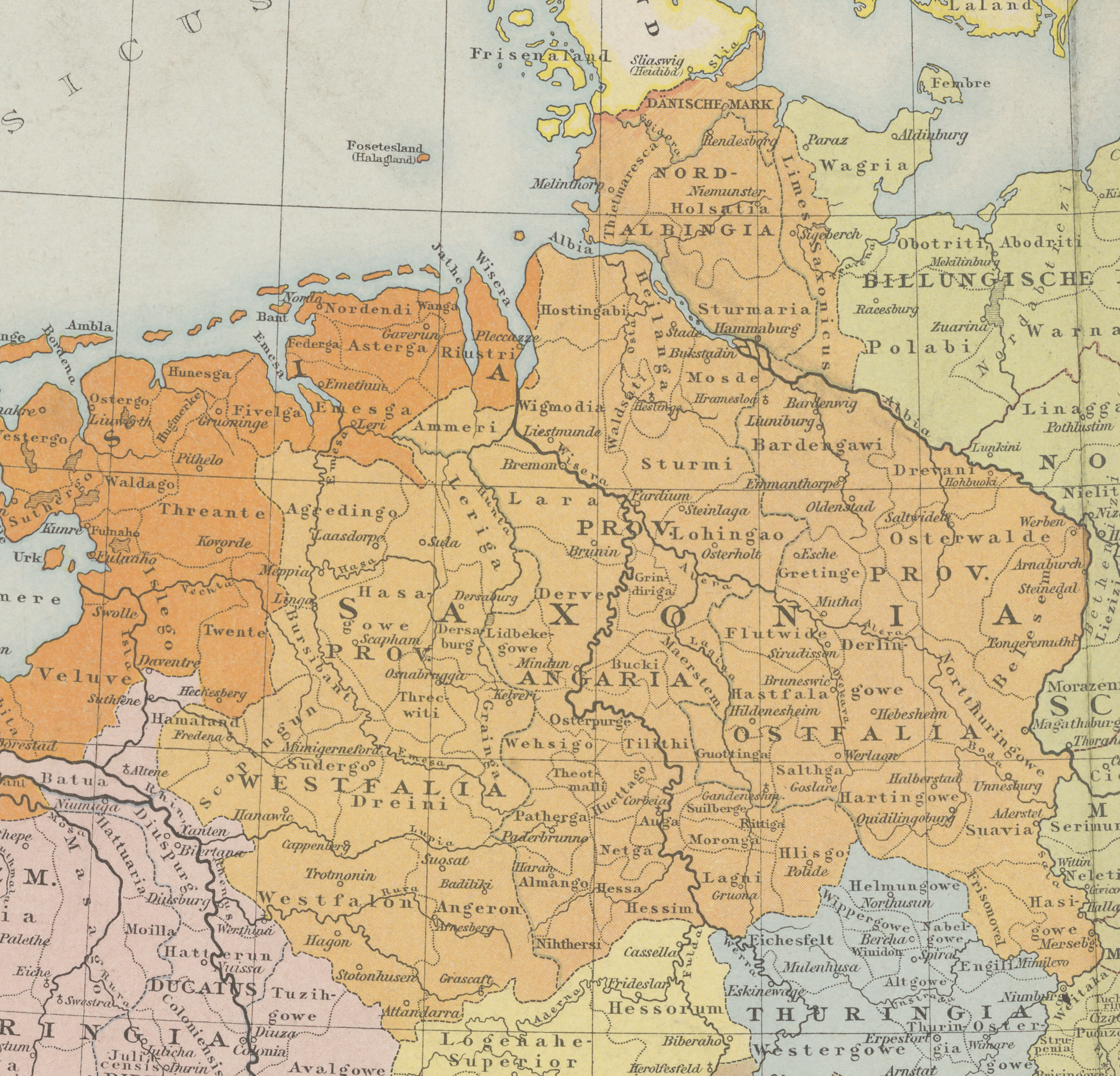
Xứ Saxon những năm 1000

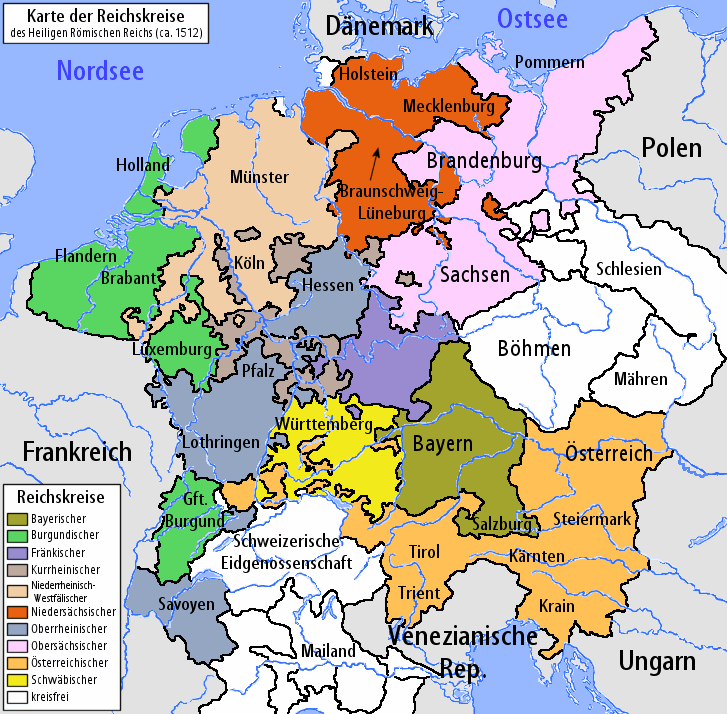
Các vương quốc vào đầu thế kỉ 16. Màu cam là các vương quốc Niedersachsen, màu nâu nhạt là của Niederrhein-Westfalen

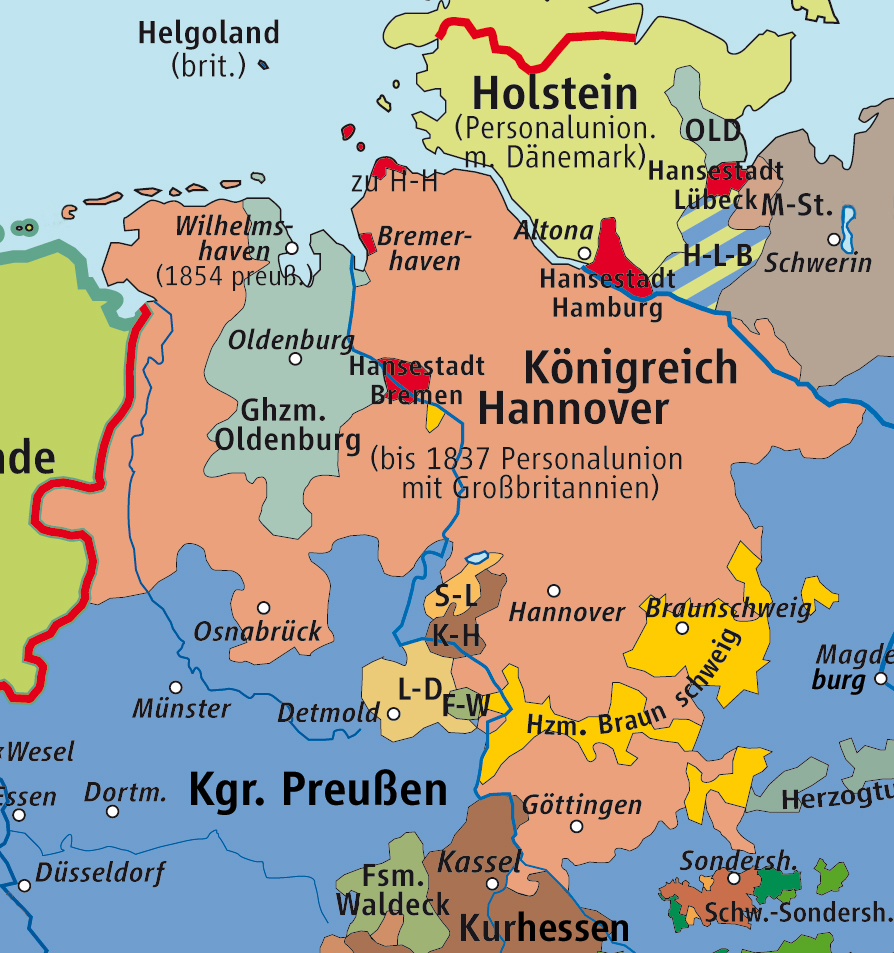
Những vùng đất của Vương quốc Hannover (1815–1866), Công quốc Braunschweig, Đại Công quốc Oldenburg và Lãnh địa Schaumburg-Lippe vào thế kỉ 19

### Lịch sử trước khi thành lập bang Niedersachsen
Cho đến trước năm 1946 từ "Niedersachsen" chưa được dùng để chỉ nơi hiện tại là bang lớn thứ 2 nước Đức. Phần lớn diện tích Niedersachsen ngày nay là nơi tổ tiên của người German Saxon xưa kia sống. Công tước Saxon cuối cùng, người lúc đó cũng cai trị cả vùng Westfalen,là Heinrich der Löwe. Sau khi sự cai trị của ông bị sụp đổ, "Niedersachsen" được dùng để phân biệt vùng đất chịu sự cai trị của nhà Welfen với vùng Westfalen cũng như vùng Sachsen phía bắc sông Elbe sau này.
Ngoài ra, những vùng đất của người Friesen đã và hiện đang sống cũng như một số vùng đất xưa kia của bộ tộc Polabian gốc Slav ngày nay cũng nằm trong địa phận của bang.

#### Trước Đại hội Viên (1814/1815)
Xem thêm → Đại hội Viên
Tên gọi và huy hiệu ngày nay của bang được bắt nguồn từ những người Saxon xa xưa. Một phần tổ tiên của họ vào thế kỉ thứ ba đã di cư từ quê hương của mình ở Holstein qua sông Elbe về phía nam, nơi họ gặp gỡ những bộ tộc khác sống rải rác ở khu vực ngày nay là Tây Bắc nước Đức và Đông Bắc của Hà Lan. Khoảng từ thế kỉ thứ bảy, người Saxon đã định cư ở các vùng đất ngày nay là Niedersachsen, Westfalen và một số vùng giáp ranh với vùng Tây và Bắc của Sachsen-Anhalt. Vùng đất của người Saxon được chia ra khoảng 60 Gaue (tương đương với 60 tỉnh). Người Friesen không bị mất đất vào vùng này mà họ giữ được sự tự chủ qua hàng thế kỉ ở vùng Tây Bắc Niedersachsen ngày nay. Ngôn ngữ gốc của dân cư trong vùng đất Saxon cổ là tiếng Saxon, một ngôn ngữ thuộc nhóm Hạ German.
Sự phân chia giữa vùng sau này trở thành Niedersachsen và vùng Westfalen bắt đầu vào đầu thế kỉ 12. Năm 1260, Đại Giáo chủ Colonge và Công tước xứ Braunschweig-Lüneburg đã có hiệp ước phân chia ranh giới giữa hai vùng. Đường ranh giới chạy theo sông Weser tới phía bắc của Nienburg. Phần phía bắc của vùng Weser-Ems được tính vào đất chịu ảnh hưởng của Braunschweig-Lüneburg.
Từ "Niedersachsen" được sử dụng lần đầu trước năm 1300 trong một sử thi của Hà Lan. Từ thế kỉ 14, từ này dùng để chỉ Xứ Sachsen-Lauenburg (để phâ biệt với Sachsen-Wittenberg). Với sự thành lập của các tiểu vương quốc từ năm 1500, tiểu vương quốc Niedersachsen được phân biệt với tiểu vương quốc Niederrhein-Westfalen. Một số phần của Niederrhein-Westfalen hiện nay nằm trong bang Niedersachsen. Cùng với đó, người ta cũng phân biệt phần phía đông của đất Saxon cổ với những xứ Thượng Saxon sau này.
Phần lớn các vùng đất của Niedersachsen ngày nay trước kia thuộc ảnh hưởng của dòng họ Welfen xứ Braunschweig-Lüneburg. Tất cả các hoàng tử của dòng họ Welfen đều lấy tên chung là "Công tước xứ Braunschweig và Lüneburg" (Herzöge zu Braunschweig và Lüneburg), dù họ luôn luôn chia rẽ.

#### Đến trước sự chấm dứt của Vương quốc Hannover
Cùng với thời gian, ở phía đông sông Weser chỉ còn lại hai hoàng tộc lớn là Vương quốc Hannover và Lãnh địa Công tước xứ Braunschweig (sau năm 1866, Hannover trở thành một tỉnh thuộc nhà nước Phổ, sau năm 1919 Braunschweig trở thành một nước độc lập). Nhà Hannover có sợi dây liên kết chặt chẽ với Vương quốc Liên hiệp Anh và Bắc Ai-len từ thế kỉ 18.
sau khi Tuyển Hầu Tước Hannover lên ngôi vua nước Anh George I, đưa vùng này vào Liên hiệp cá nhân kết thúc sau khi Victoria I lên ngôi.Từ sau năm 1815, phía tây sông Hunte diễn ra một quá trình giảm thiểu sự ảnh hưởng của Westfalen. Sau Đại hội Viên, phần đất sau này trở thành Regierungsbezirk là Osnabrück và Aurich được trao cho Vương quốc Hannover.

#### Đến khi kết thúc Chiến tranh thế giới thứ 2
Sau chiến tranh Áo-Phổ năm 1866, vương quốc Hannover trở thành tỉnh Hannover dưới sự cai trị của vương quốc Phổ. Ngược lại, Đại công quốc Oldenburg, Công quốc Braunschweig, và Lãnh địa Schaumburg-Lippe vẫn giữ được sự tự chủ trên lãnh thổ của mình đến năm 1946.
Từ những năm sau 1866, số lượng đầu sách với từ khóa "Niedersachsen" tăng một cách bùng nổ. Đây là hệ quả của sự hình thành sự "tự tôn Niedersachsen" sau khi bị sáp nhập vào Phổ.
Năm 1920, cả vùng Weser-Emser (bao gồm của thành phố Bremen) được sắp xếp chung vào Khu vực bầu cử IX (Niedersachsen). Điều này chứng tỏ, vào thời gian đó chính quyền phía tây tỉnh Hannover và xứ Oldenburg đã có ý niệm trở thành "Niedersachsen".
Những vùng đất sau này hợp nhất thành bang Niedersachsen thực tế từ lâu đã có liên quan về mặt địa lý, và một phần nào đó là lý trí. Vùng đất của Bá tước Schaumburg quanh Rinteln và Oldendorf (Hessen) đến năm 1932 vẫn còn thuộc tỉnh Hessen-Nassau (bao gồm phần lớn bang Hessen ngày nay), sau đó đã trở thành một phần của tỉnh Hannover. Năm 1937, thành phố Cuxhaven được tính hoàn toàn vào tỉnh Hannover theo đạo luật Groß-Hamburg. Như vậy đến năm 1946, bang Niedersachsen sẽ được thành lập bởi sự hợp nhất của 4 bang nhỏ hơn.

#### Sau Chiến tranh thế giới thứ 2

Khu vực do Anh kiểm soát sau ngày 8 tháng 6 năm 1947

Sau Chiến tranh thế giới thứ hai phần lớn lãnh thổ Tây Bắc nước Đức chịu sự kiểm soát của Anh. Với chỉ thị số 46 "Liên quan đến sự hủy bỏ các tỉnh thuộc nhà nước Phổ cũ và sự thành lập các bang độc lập từ đó" (Regulation No. 46 "Concerning the dissolution of the provinces of the former state of Prussia in the British Zone and their reformation as independent states") của chính quyền quân sự Anh quốc vào ngày 23 tháng 8 năm 1946, bang Hannover được thành lập trên lãnh thổ cũ của tỉnh Hannover thuộc Phổ. Thủ tướng bang Hannover là Hinrich Wilhelm Kopf từ tháng 6 năm 1945 đã vận động cho sự thành lập của bang Niedersachsen, bao gồm phần đất lớn nhất có thể trong lãnh thổ do Anh kiểm soát. Bên cạnh những khu vực thật sự trở thành Niedersachsen sau này, Kopf đã đề xuất trong một bức thư năm 1946 cả những quận trước đây thuộc Phổ là Minden-Ravensburg (gồm các thành phố ở Westfalen là Bielefeld và Herford cũng như các thị trấn Minden, Lübbecke, Bielefeld, Herford và Halle), Tecklenburg cũng như bang Lippe. Kế hoạch của Kopf dựa trên một dự thảo do Georg Schnath và Kurt Brüning đưa ra vào cuối những năm 1920 về Đổi mới Vương quốc Đức. Tính "Welfen" trong dự thảo này, theo như Thomas Vogtherr, không đơn giản hóa đi sự phát triển của "danh tính Niedersachsen" (niedersächsische Identität) sau năm 1946.
Một mô hình khác được các chính trị gia ở Oldenburg và Braunschweig đưa ra đó là thành lập một bang "Weser-Ems" ở phía Tây Bắc, bao gồm bang Oldenburg, thành phố Bremen, Osnabrück và Aurich. Một vài đại biểu của Oldenburg còn đề xuất hợp cả những huyện thuộc Hannover là Diepholz, Syke, Osterholz-Scharmbeck và Wesermünde vào bang "Weser-Ems" này. Cùng với đó ở phía Đông Nam một bang Braunschweig mở rộng thêm Hildesheim và Gifhorn sẽ được hình thành. Nếu như kế hoạch này được thực hiện thì vùng đất là bang Niedersachsen ngày nay sẽ có ba bang có diện tích tương đương.
Ngày 12 tháng 6 năm 1946, huyện Vechta phản đối việc sắp xếp huyện này vào "vùng Hannover lớn". Nếu như bang Oldenburg bị xóa bỏ thì Vechta muốn thuộc về Westfalen hơn. Mong muốn này đặc biệt phổ biến trong giới chính trị gia Công giáo, vùng Oldenburger Münsterland và vùng hành chính Osnabrück thuộc về bang "Westfalen" mới.
Từ sau sự thành lập của bang Nordrhein-Westfalen và Hannover vào ngày 23 tháng 8 năm 1946, biên giới phía bắc và phía đông của Nordrhein-Westfalen trùng với biên giới của tỉnh Wesfalen cũ. Chỉ có bang Lippe được nhập vào Nordrhein-Westfalen vào tháng 1 năm 1947. Qua đó phần lớn khu vực phía bên trái thượng nguồn sông Weser thuộc về Nordrhein-Westfalen.
Trong cuộc họp của Ban Cố vấn (Zonenbeirat) vào ngày 20 tháng 9 năm 1946, đề xuất của Kopf chia khu vực do Anh kiểm soát ra làm 3 vùng được số đông ủng hộ. Do người Anh cũng ủng hộ quan điểm này, ngày 8 tháng 11 năm 1946, chỉ thị số 55 của chính quyền quân sự Anh quốc được đưa ra, thành lập bang Niedersachsen với thủ phủ là Hannover, tính lùi về ngày 1 tháng 11 năm 1946. Bang này được thành lập từ sự thống nhất các bang Braunschweig, Oldenburg, Schaumburg-Lippe với bang Hannover trước đó. Bên cạnh đó là một số ngoại lệ:
- Trong bang Braunschweig, phần phía đông của huyện Blankenburg cũng như vùng Calvörde của huyện Helmstedt được đưa vào khu vực do Liên Xô kiểm soát, sau này được sáp nhập vào bang Sachsen-Anhalt.
- Trong bang Hannover, Amt Neuhaus cũng như làng Neu Bleckede và Neu Wendischthun đưa vào khu vực của Liên Xô và do đó sau này thuộc về Đông Đức. Năm 1993, những nơi này được trở về Niedersachsen.
- Thành phố Wesermünde được đổi tên năm 1947 thành Bremerhaven và sáp nhập vào bang Bremen.

Yêu cầu của các chính trị gia Hà Lan đòi những phần đất phía đông biên giới Đức-Hà Lan làm phí bồi thường chiến tranh bị phủ quyết tại Hội thảo về Đức ở London ngày 26 tháng 3 năm 1949. Thực chất chỉ có khoảng 1,3 km² đất ở phía tây Niedersachsen bị cắt cho Hà Lan vào năm 1949.

### Lịch sử bang Niedersachsen

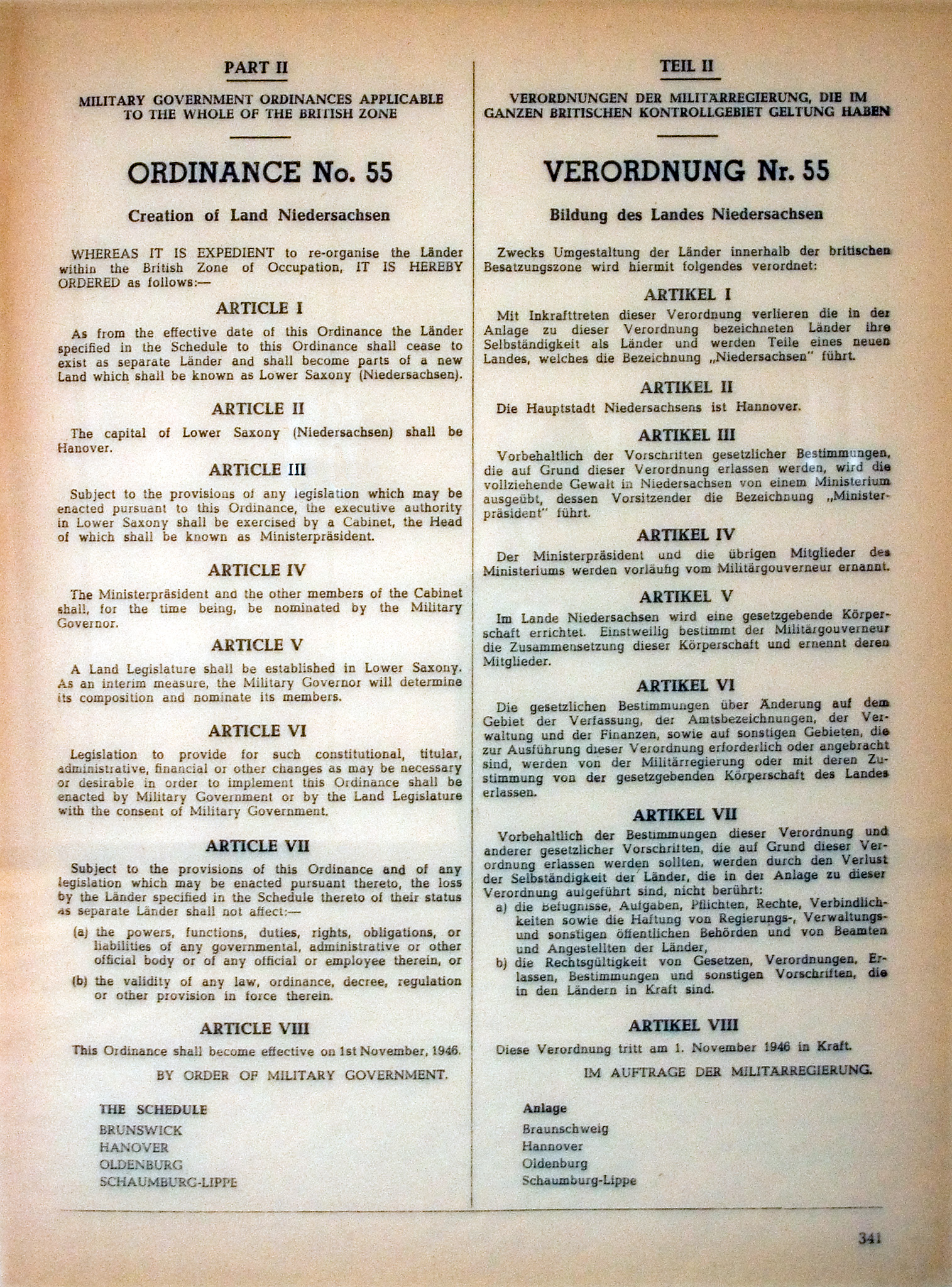
Chỉ thị số 55

Ngày 9 tháng 12 năm 1946, Nghị viện Niedersachsen nhóm họp lần đầu tiên. Các nghị sĩ được ban quản lý của Anh chọn ra. Trong cùng ngày, nghị viện đã bầu Hinrich Wilhelm Kopf (SPD), người đứng đầu chính quyền ở Hannover trước đó, làm Thủ hiến bang đầu tiên. Hinrich Wilhelm Kopf còn giữ chức Thủ hiến đến năm 1961, bị gián đoạn trong khoảng thời gian cầm quyền của Heinrich Hellweges (1955-1959). Ngày 13 tháng 4 năm 1951, "Dự thảo Hiến pháp của Niedersachsen" có hiệu lực.
Vấn đề lớn nhất của Niedersachsen trong những năm sau chiến tranh là số lượng người tị nạn từ phía đông của Đế quốc Đức cũ. Niedersachsen nằm ở một đầu tuyến đường tị nạn từ Đông Phổ cũ và có đường ranh giới dài nhất với khu vực do Liên Xô kiểm soát. Ngày 3 tháng 10 năm 1950, Niedersachsen tiếp nhận một số lượng lớn người tị nạn từ Silesia. Theo số liệu chính thức năm 1950 còn thiếu gần 730000 căn hộ.
Trong những năm nước Đức bị chia cắt, trạm kiểm soát ở Helmstedt sang Đông Đức là nơi có khối lượng vận tải sang Tây Berlin lớn nhất cũng như là trạm biên phòng lớn nhất châu Âu từ 1945 đến 1990.
Trong chiến tranh Lạnh do vị trí của mình trong chính sách Bức màn sắt và ý nghĩa chiến lược của đồng bằng Bắc Đức, Niedersachsen trở thành nơi đóng quân trọng điểm của NATO qua nhiều thập kỉ. Bên cạnh lính của Anh và Hà Lan, từ cuối những năm 1950 còn có lượng lớn Lục quân Đức đóng ở đây.
Tập đoàn Volkswagen có đóng góp rất quan trọng cho nền kinh tế của bang. Ban đầu, dưới sự giám sát của người Anh, VW bắt đầu được sản xuất lại xe dân dụng từ năm 1945. Năm 1949 tập đoàn này được trao trả cho chính quyền của Tây Đức mới thành lập và của bang Niedersachsen. Với một diện tích đất rộng lớn và sự thiếu tập trung của các thành phố, Niedersachsen từ lâu thuộc vào những vùng có công nghiệp yếu nhất của Cộng hòa Liên bang Đức. Năm 1960, khoảng 20% số lao động của bang làm việc trong ngành nông nghiệp. Tỷ lệ này trên tính trên CHLB Đức là 14%. Kể cả trong thời gian kinh tế phát triển, tỷ lệ thất nghiệp của Niedersachsen luôn cao hơn trung bình của Liên bang.
Năm 1961 Georg Diederichs kế nhiệm Kopf làm Thủ hiến bang Niedersachsen. Ông được thay thế bởi Alfred Kubel năm 1970. Sự tranh cãi xung quanh khu chứa chất thải hạt nhân ở Gorleben bắt đầu trong thời gian cầm quyền của Thủ hiến Ernst Albrecht (1976-1990) và chiếm một phần quan trọng trong chính trường Niedersachsen cũng như của Liên bang từ những năm 1970.
Năm 1990 Gerhard Schröder bắt đầu nhiệm kỳ Thủ hiến của mình. Ngày 1 tháng 6 năm 1993, hiến pháp mới của bang có hiệu lực, thay thế bản Dự thảo năm 1951. Hiến pháp mới lần đầu tiên cho phép chưng cầu dân ý và quyền biểu quyết của người dân. Bảo vệ môi trường cũng được đưa vào là một trong những điều luật cơ bản của nhà nước.
Năm 1998, khi Schröder bắt đầu nhiệm kỳ Thủ tướng, bộ trưởng Nội vụ Niedersachsen khi đó là Gerhard Glogowski kế nhiệm. Sau một loạt những scandal ở thành phố quê hương Braunschweig, Glogowski từ chức năm 1999. Người kế nhiệm ông là Sigmar Gabriel.
Từ năm 2003 cho đến khi được chọn làm Tổng thống Đức năm 2010, Christian Wulff là Thủ hiến bang Niedersachsen. Cũng giống như người kế nhiệm David McAllister, ông duy trì một chính quyền liên minh giữa CDU và FDP.

### Sự phát triển dân số
| Năm    | 1987      | 1992      | 1997      | 2002      | 2007      | 2008      | 2009      | 2010      | 2011      |
| ------ | --------- | --------- | --------- | --------- | --------- | --------- | --------- | --------- | --------- |
| Dân số | 7.163.602 | 7.577.520 | 7.845.398 | 7.980.472 | 7.971.684 | 7.947.244 | 7.928.815 | 7.918.293 | 7.913.502 |

(tính đến 31 tháng 12 từng năm)
|  |